# Kepler-86b
Kepler-86b, también conocico como PH2 b, es uno de los cuatro planetas extrasolares que orbitan la estrella Kepler-86. Fue descubierta por el método de tránsito astronómico en el año 2013. El exoplaneta PH-2 b fue descubierto por científicos ciudadanos utilizando una herramienta en línea en planethunters.org. El planeta es un gigante de gas y podría estar situado en la zona habitable de la estrella. El sistema también podría tener una compañera binaria débil.